# (9916) Kibirev
(9916) Kibirev es un asteroide perteneciente al cinturón de asteroides, descubierto el 3 de octubre de 1978 por Nikolái Stepánovich Chernyj desde el Observatorio Astrofísico de Crimea (República de Crimea).

## Designación y nombre
Designado provisionalmente como 1978 TR2. Fue nombrado por Sergej Feodosievich Kibirev (nacido en 1950) quien se dedica a nuevos métodos de procesamiento de información y organiza la producción de microelectrónica en Novosibirsk. En su juventud fue campeón de velocidad y le gustan los deportes extremos. También es poeta.

## Características orbitales
Kibirev está situado a una distancia media del Sol de 2,851 ua, pudiendo alejarse hasta 3,089 ua y acercarse hasta 2,613 ua. Su excentricidad es 0,083 y la inclinación orbital 1,015 grados. Emplea 1758,66 días en completar una órbita alrededor del Sol.
Pertenece a la familia de asteroides de (158) Koronis.

## Características físicas
La magnitud absoluta de Kibirev es 13,39. Tiene 6,201 km de diámetro y su albedo se estima en 0,260.